# Дельгадо, Луис Энрике
Луис Энрике Дельгадо Мантилья (англ. Luis Enrique Delgado Mantilla; род. 26 октября 1980 года, Букараманга, Колумбия) — колумбийский футболист, вратарь.

## Клубная карьера
Луис — воспитаннику клуба «Атлетико Букараманга» из своего родного города, но профессиональную карьеру он начал в «Альянса Петролера» в составе которой дебютировал в Кубке Мустанга. Дельгадо не смог выиграть конкуренцию за место в основе и в 2005 году вернулся в «Атлетико Букараманга», но и там не был основным. В 2007 году он покинул родной клуб и выступал за «Реал Сантандер» и возвращался в «Альянса Петролера». В 2009 году Луис присоединился к «Реал Картахена». 5 апреля в матче против «Депортес Толима» он дебютировал за новый клуб. В начале 2010 года Дельгадо перешёл в «Мильонариос». 8 апреля в матче против «Кортулуа» он дебютировал за новую команду. В 2011 году Луис помог клубу завоевать Кубок Колумбии, а через год выиграть чемпионат. 18 ноября 2012 года в поединке против «Атлетико Хуниор» Дельгадо забил свой первый гол за «Мильонариос». С приходом в клуб Никоса Викониса он потерял место в основе.
Летом 2015 года Луис перешёл в «Кукута Депортиво». 1 июня в матче против «Депортиво Кали» он дебютировал за новую команду.
В начале 2016 года Дельгадо вернулся в «Реал Картахена». 16 марта в матче Кубка Колумбии против «Хагуарес де Кордоба» Луис забил свой первый гол за команду, реализовав пенальти. Летом 2016 года Дельгадо присоединился к «Депортес Толима». 14 августа в матче против своего родного клуба «Атлетико Бакураманга» он дебютировал за новую команду.

## Достижения
Командные
 «Мильонариос»
- Чемпионат Колумбии по футболу — Финалисасьон 2012
- Обладатель Кубка Колумбии — 2011